# Tyrrellia circularis
Tyrrellia circularis är en kvalsterart som beskrevs av Koenike 1895. Tyrrellia circularis ingår i släktet Tyrrellia och familjen Limnesiidae. Inga underarter finns listade i Catalogue of Life.